# Eddie Genborg
Eddie Texas Nemo Genborg, född 20 april 2007 i Trollhättan, är en svensk professionell ishockeyspelare som spelar för Timrå IK i SHL. Hans moderklubb är Trollhättans HC och han spelade som ungdom ishockey för både Grästorps IK och HC Lidköping innan han anslöt till Linköping HC ungdomsverksamhet inför säsongen 2022/23. Han gjorde seniordebut för klubben i SHL säsongen 2024/25 och säsongen därpå anslöt han till Timrå IK.
2025 representerade han det svenska landslaget vid U18-VM. Samma sommar NHL-draftades han av Detroit Red Wings i den andra rundan som 44:e spelare totalt.

## Karriär

### Klubblag
Genborg påbörjade sin ishockeykarriär i moderklubben Trollhättans HC och spelade också ungdomsishockey för Grästorps IK och HC Lidköping fram till och med säsongen 2021/22. Inför säsongen 2022/23 anslöt han till Linköping HC:s juniorverksamhet. Efter två säsonger i klubben blev fick han chansen att spela i SHL för seniorlaget. Denna säsong kombinerade han spel främst med A-laget och Linköpings J20-lag. Genborg gjorde sin SHL-debut den 26 september 2024 med 39 sekunders istid i en 2–4-förlust mot Luleå HF. Den 26 november 2024 noterades han för sitt första mål i SHL, på Tim Juel, i en 1–6-seger mot Timrå IK. På 28 SHL-matcher noterades han för två mål.
Den 12 april 2025 stod det klart att Genborg skrivit ett tvåårsavtal med Timrå IK. I juli samma år valdes Genborg i NHL Entry Draft av Detroit Red Wings i den andra rundan som 44:e spelare totalt.

### Landslagskarriär
Genborg blev uttagen till Sveriges trupp till U18-VM i USA 2025. Sverige förlorade en match under gruppspelet och slutade på andra plats i grupp B. I slutspelsrundan tog sig Sverige till finalspel sedan man slagit ut Finland (7–2) och USA (3–4) i kvarts- respektive semifinal. Sverige stod dock chanslösa i finalen mot Kanada som slutade 7–0. På sju spelade matcher noterades Genborg för tre assistpoäng. Utöver detta var han den i laget som hade sämst plus/minus-statistik (-4).

## Statistik

### Klubblag
| 2024–25    | Linköping HC | SHL        | 28 | 2 | 0 | 2 | 4 | — | — | — | — | — |
| SHL totalt | SHL totalt   | SHL totalt | 28 | 2 | 0 | 2 | 4 | — | — | — | — | — |

### Internationellt
| År            | Lag           | Turnering     | Matcher | Mål | Assists | Poäng | Utv. |
| ------------- | ------------- | ------------- | ------- | --- | ------- | ----- | ---- |
| 2025          | Sverige       | U18-VM        | 7       | 0   | 3       | 3     | 10   |
| Junior totalt | Junior totalt | Junior totalt | 7       | 0   | 3       | 3     | 10   |